# Hans Ludo van Mierlo

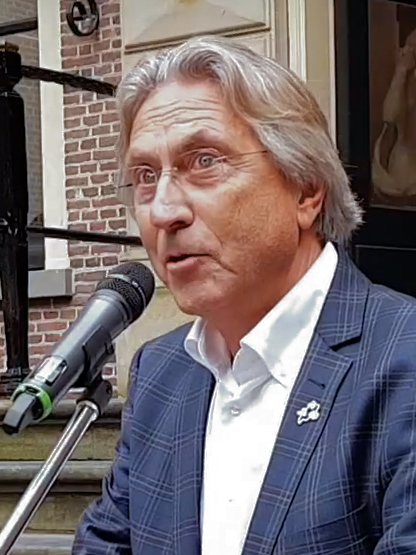
Hans Ludo van Mierlo (2017)

Henricus Ludovicus Gijsbertus Maria (Hans Ludo) van Mierlo (Tilburg, 1 december 1946) is oud-journalist, oud-bankier en schrijver. Hij heeft gebruikgemaakt van het pseudoniem Hans Bastogne.

## Leven en werk
Hij werkte als parlementair redacteur en politiek commentator voor de Gemeenschappelijke Pers Dienst (1972-1978) en werd daarna Hoofd Communicatie van de Tweede Kamer.
In 1986 startte hij een bancaire carrière, die 22 jaar zou duren. Hij deed achtereenvolgens de Externe Communicatie van de NMB Bank, NMB Postbank Groep, ING Groep en de Rabobank Groep en was daarna lobbyist voor de Nederlandse Vereniging van Banken. Sinds 2006 is hij actief als bestuurdersadviseur en als spreker op congressen.
Van Mierlo heeft een groot aantal boeken, artikelen en essays geschreven over zeer uiteenlopende onderwerpen.
Zijn boek Gepast en ongepast geld: zoektocht naar het geweten van banken en andere financiële dienstverleners, dat verscheen kort voor het begin van de financiële crisis in 2008, trok veel aandacht. In dit boek, dat werd genomineerd voor de onderscheiding ‘managementboek van het jaar 2009’, pleitte hij voor een beroepseed voor bankiers. Dit  pleidooi werd in 2009 overgenomen in het rapport ‘Naar herstel van vertrouwen’ van de commissie-Maas, die namens de Nederlandse Vereniging van Banken onderzoek deed naar de leereffecten van de bankencrisis. De beroepseed voor bankiers (ook wel aangeduid als bankierseed, bankiersverklaring en moreel-ethische verklaring) is inmiddels onderdeel van de Code Banken, die per 1 januari 2010 van kracht werd en wettelijk is verankerd.
In zijn boek Bankiers zweren bij geld uit 2010 beschrijft Van Mierlo de achtergrond, betekenis en toekomst van de bankierseed. ‘De Code Banken verandert het beroep van bankier. De bankierseed verandert de bankier zelf.’ Hij hekelt de bewust gekozen afzijdigheid van De Nederlandsche Bank, waardoor de bankierseed al bij zijn ontstaan ten onrechte een verweesd kind is. ‘Het is niet mogelijk achter iedere bankier een toezichthouder te plaatsen. Met de bankierseed is het wel mogelijk in iedere bankier een toezichthouder te plaatsen’.        
Van Mierlo publiceert maandelijks columns in het vakblad Bank- en Effectenbedrijf en op de bijbehorende website.

## Publicaties (selectie)
- Hallo, hallo... (satiren), Den Bosch, Hecht 1980 (onder het pseudoniem Hans Bastogne)
- Zes overhemden voor Waspam (een geromantiseerde documentaire over ontwikkelingswerk in Nicaragua), Weesp, Heureka 1982 (onder het pseudoniem Hans Bastogne)
- 250 gram gedachten, Zoetermeer: Free Musketeers 2005 (gedichten)
- Gepast en ongepast geld: zoektocht naar het geweten van banken en andere financiële dienstverleners, Schiedam: Scriptum 2008
- Bankiers zweren bij geld, Schiedam, Scriptum 2010

### Kinderboeken
- Polo en de politiek, Wolters Noordhoff 1978
- Boris wat maak je me nou, Wolters Noordhoff 1980
- Een merkwaardige drieling, Thieme 1985
- De vloek van Schamperen, Westfriesland 1986

De volgende kinderboeken zijn geschreven samen met Elly Brassinga:
- De geheimzinnige kattenmepper en andere verhalen, Westfriesland 1984
- Pier, het kind van de zee (5-delige serie), Stenvert 1995
- Pier doet een goede vangst
- Pier past op het strand
- Pier gaat naar de stad
- Brand op het strand
- De man met de kar
- De sterren van Schaarbeek (4-delige serie), Bekadidakt 1996
- Merel
- Thomas
- Robbert
- Oscar